# Record Paulista
Record Paulista é uma emissora de televisão brasileira sediada em Bauru, cidade do estado de São Paulo. Opera no canal 4 (27 UHF digital) e é uma emissora própria da Record, transmitindo sua programação para 110 municípios nas regiões de Bauru, Marília e Sorocaba.

## História

### Antecedentes
Durante seu mandato como deputado federal, o político Fausto Rocha ganhou três concessões para operar emissoras de televisão nos municípios de Limeira, Campinas e Bauru. Em 30 de março de 1988, é publicado no Diário Oficial da União o decreto nº 91.881 de 29 de março, que lança a concorrência para as concessões. Em 20 de abril, o MiniCom outorga as emissoras para Fausto Rocha, após este vencer a concorrência. Já em 1990, começam a ser construídas as instalações da futura TV FR, que iria possuir geradora na cidade de Limeira, enquanto Campinas iria abrigar os estúdios das futuras produções que seriam levadas até Limeira via micro-ondas, enquanto Bauru teria programação própria.

### TV FR (1992–1994)

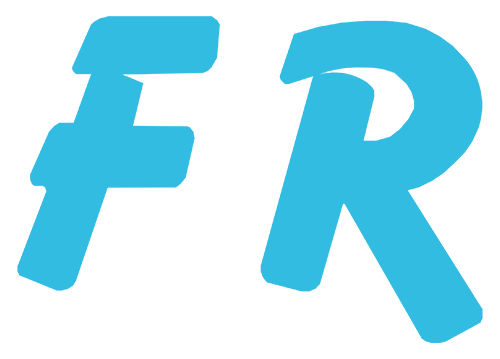
Logotipo da emissora entre 1992 e 1994, quando se chamava TV FR

Em 1º de agosto de 1992, é oficialmente fundada em Bauru a TV FR, tendo como afiliação a Rede OM Brasil (antecessora da CNT, de José Carlos Martinez). No seu início, a programação era composta pelo FR Debate, exibido às 12h, e previamente gravado às 10h30. No programa, três jornalistas se reuniam para debater os acontecimentos do dia. Revezaram-se na apresentação profissionais como Jair Aceituno, Ricardo Pesci, Fred Calmon, Márcio ABC e Marcos Lopes. Em seguida, era exibido o FR Esportes, com os destaques da área esportiva, e à noite, era exibido o FR Notícias, às 19h. Aos domingos, às 21hs, programas de notícias e variedades fechavam a programação.
Entre agosto e setembro de 1992, em meio ao envolvimento de Martinez com os esquemas de corrupção do então presidente Fernando Collor, Fausto Rocha decide romper o apoio à Collor, votando a favor afastamento do então presidente na Câmara dos Deputados, e anuncia que a TV FR irá trocar de afiliação, rompendo o contrato firmado meses antes com a Rede OM Brasil. No fim de setembro, a emissora passa a ser afiliada à Rede Manchete.
Em 1993, um dos grandes sucessos da emissora do ano foi o programa independente Zapteen, com apresentação da jornalista Diane Damiatti e idealizado pela produtora TBR Produções para TV. O programa teve início em janeiro, como um "break" comercial de quatro minutos aos sábados. Agradou tanto ao público juvenil, que teve seu tempo de exibição aumentado gradativamente, chegando à 30 minutos aos sábados pela manhã. A pauta baseava-se em temas relacionados com os jovens, agenda cultural e entrevistas. Apesar do sucesso, o programa saiu do ar em setembro do mesmo ano.
Em setembro de 1993, sem ter como custear a emissora devido a distância entre as outras emissoras de Campinas e Limeira, onde seus familiares moravam, Fausto Rocha anuncia a venda da TV FR. No fim do ano, a produtora de vídeo Lead Comunicação, de propriedade de Kleber Santos, associa-se à Airton Caseiro e outros investidores e institui a SP Centro Comunicação Ltda. Após negociar a compra da emissora, o grupo assume o controle total da TV FR.

### TV São Paulo Centro (1994–1999)
No início de 1994, o grupo muda o nome da emissora para TV São Paulo Centro. Após a mudança, o contrato com a Rede Manchete é rompido e a emissora passa a ser afiliada à Rede Bandeirantes. Em sua nova fase, a emissora notabilizou-se por investir maciçamente em jornalismo local. Inicialmente a emissora exibia um telejornal diário das 12h às 12h30, além de uma segunda edição, que mostrava um resumo das notícias, além de uma versão editada e resumida das entrevistas em estúdio do jornal matutino. Aos sábados, apenas a segunda edição era exibida. Naquela época, ambos os telejornais não eram exibidos ao vivo. A emissora chegou a contratar sete editores de imagem, que finalizavam o material produzido por seis equipes de reportagem.
Os telejornais tinham em sua linha editorial o objetivo de valorizar as questões regionais através do conteúdo das informações, não havendo espaço para a prestação de serviços nem para a participação da comunidade. Quando algum assunto polêmico estava em pauta, a editoria solicitava aos repórteres um "Fala Povo", para mostrar sua repercussão. Além dos telejornais, foram produzidos programas como o Linha de Frente, apresentado por Gerson de Souza, com o auxílio de Adauto Nascimento na captação de imagens, e exibido nas noites de sexta, às 22h. O programa era pautado no jornalismo investigativo e denúncias, no estilo do já conhecido Documento Especial. Gerson também apresentava o Segunda Sem Censura, cujo objetivo era denunciar o descaso com os problemas da comunidade.
Em 1995, estreou o Câmera Aberta, programa de entrevistas com artistas e cantores, apresentado por Kleber Santos. Dentro do programa, eram apresentados dicas de cinema e leitura, estética e saúde, além da agenda cultural. Foram ao ar também produções como o SP Shopping, um programa de vendas que inicialmente só divulgava as lojas integrantes do Bauru Shopping, e o Gente que Acontece, programa de colunismo social apresentado por Milton Júnior.
A TV São Paulo Centro se destacou também na cobertura dos fatos políticos da região, ao apresentar em 1996, uma série de onze debates com todos os candidatos à prefeitura dos municípios de sua área de abrangência, tendo sido algumas das cidades contempladas com a iniciativa Botucatu, São Manuel, Avaré, Lençóis Paulista, além da própria Bauru. Os debates foram exibidos às sextas-feiras à noite, ao vivo, e aos sábados pela manhã foram exibidos os que haviam sido previamente gravados.
A emissora também chegou a produzir uma série de especiais sobre o potencial turístico e econômico da região, que era exibida aos sábados, ao meio-dia, com a duração de 30 minutos. A emissora também privilegiou a cobertura dos eventos da região, como o Prêmio Atenção, Prêmio Qualidade Brasil, Grand Expo Bauru, por exemplo. A emissora chegava a produzir os vídeos exibidos nas festas, além de fazer a cobertura ao vivo e compactos com as entrevistas e os melhores momentos.
No entanto, a TV São Paulo Centro começa o ano de 1998 com várias dificuldades. Vários problemas, como o elevado custo das produções locais, a extensa folha de pagamentos de salários, a exclusividade do departamento comercial em utilizar a única ilha de edição em Betamax para as suas produções, além dos equipamentos já obsoletos e utilizados desde a época da TV FR (a emissora ainda utilizava equipamentos de gravação em U-matic), começaram a inviabilizar o funcionamento da emissora, que é posta à venda.
No fim de 1998, a emissora é vendida ao Grupo Record, do empresário e líder da Igreja Universal do Reino de Deus Edir Macedo, que assume as instalações físicas da emissora, ainda em caráter transitório, mantendo a afiliação com a Band e também a antiga administração. A partir de então se investiu na produção de noticiários e dos programas relacionados à Igreja Universal.

### Emissora própria da Record (desde 1999)
Em 13 de abril de 1999, a TV São Paulo Centro passa a se chamar TV Record Bauru, tornando-se uma emissora própria da Rede Record. O anúncio da nova emissora é feito juntamente à aquisição da Rede Mulher. Anos depois, a TV Record Bauru aumenta sua área de cobertura para 117 municípios, o equivalente a aproximadamente 2,5 milhões pessoas, quando passou por processo de crescimento na audiência e sinal, e inaugurou uma sucursal em Marília, para a produção de reportagens.
Em sua nova fase, a emissora passou a investir no jornalismo, produzindo programas como o Record Cidade, telejornal exibido na faixa noturna, e o jornalístico Record Urgente, que mostrava matérias policiais, sendo exibido de segunda à sexta das 12h às 13h. Anos depois, seguindo uma padronização dos telejornais locais da Record, o Record Cidade foi substituído pelo Informe São Paulo. Dentre os programas de entretenimento e independentes, destacaram-se o Utopia, de temática jovem; Viver Bem, com dicas de estética (produzido em Marília), e o Radio Clip, que mostrava entrevistas com personalidades musicais da região.
Em 2007, a emissora passou a exibir uma edição local da revista eletrônica Tudo a Ver, apresentada por Fabiane Berto, que saiu do ar em 2008. Em outubro de 2008, a emissora passou a se chamar TV Record Paulista, por conta da amplitude do sinal fora de Bauru e região e também por conta do processo de reorganização das emissoras próprias da rede.
Em 2009, o programa Em Alta com Alex Ruivo, até então exibido desde 2007 na TV Sorocaba, é transferido para a TV Record Paulista à convite da emissora. O programa deixou a emissora em 2011, quando passou a ser produzido pela A2 Comunicação e exibido em rede nacional através da Record News. No mesmo ano, a emissora estreou o Pergunte ao Doutor, apresentado pelo Dr. José Eduardo Marques, baseado no quadro exibido nacionalmente pela Record, mas pouco depois foi extinto. Em 24 de novembro de 2016, com a reformulação da marca da rede, a emissora passa a se chamar RecordTV Paulista.

Logotipo da emissora entre 2016 e 2023, quando se chamava RecordTV Paulista

Em 15 de março de 2021, devido a problemas financeiros, a emissora extinguiu o telejornal SP Record, demitindo a maior parte da equipe de produção. Thaísa Barcelos, que era âncora do telejornal, passou a apresentar um bloco de notícias dentro do Balanço Geral.
Em 6 de novembro de 2023, com a estreia da nova logomarca em comemoração aos 70 anos da Record, a emissora volta a se chamar Record Paulista.

## Sinal digital
A emissora inaugurou seu sinal digital em 14 de março de 2012, se tornando a terceira emissora da cidade a operar com a nova tecnologia.

### Transição para o sinal digital
Com base no decreto federal de transição das emissoras de TV brasileiras do sinal analógico para o digital, a Record Paulista, bem como as outras emissoras de Bauru, cessou suas transmissões pelo canal 4 VHF em 28 de março de 2018, seguindo o cronograma oficial da ANATEL.